# 江油实验学校
江油实验学校原称江油中学实验学校，为四川省绵阳市江油市的一所公办民助初级中学，简称江实。2003年，江油中学实验学校由四川省江油中学建立，坐落于原江油中学校址（江油市社保站对面）。江油实验学校采取自主招考制度招生，现有班级48个，学生约3000人，教职工150人左右。

## 硬件设施
江油实验学校占地46921平方米，拥有一幢七层高主教学楼、一幢综合楼、两幢学生公寓、三层楼高的学生食堂和标准运动场。另外，学校内有多座江油中学时期建设的教职工宿舍。

### 教学楼
江油实验学校的主教学楼为江油中学时期建设，高7层，内部有两个天井。目前1-5层作为教室使用，中央为教师主办公室，6-7楼作为储物室。教学楼前有弧形楼梯，顶部有天文台但从未启用。

### 综合楼
综合楼为汶川地震后所重建，内有“纬创多功能厅”，实验室，图书室和音乐美术教室。学校多个行政办公室也位于此处。

### 学生公寓
江油实验学校现有两座学生公寓，男女分寝。每间寝室标准入住六人，配备有独立热水器与空调，每晚强制熄灯。但因为寝室不足，江油实验学校出现了在楼梯间分割寝室的现象。

### 学生食堂
学生食堂为三层设计，一楼为走读生食堂，二三楼为住校生食堂。走读生食堂采取刷储值卡扣费，住校生食堂为每月缴纳固定费用自助用餐。

### 运动场
江油实验学校有一个250米环形跑道和人造草皮足球场。另外附有多个篮球场和乒乓球台。在一侧建有主席台和露天看台。

## 校园文化及特色

### 校训校箴

#### 校训
修身 强体 博学 致远

#### 校箴
追求卓越 勇争一流

### 校内活动
- 英语节
- 科技节
- 艺术节
- 篮球运动会
- 田径运动会
- 读书节

### 办学特色
按照江油实验学校的说法，学校主要有以下办学特色：
- 科技创新教育
- 体育艺术教育
- 英语口语教学

## 争议

### 学费涨价问题
江油实验学校自2013年起启动了学费上调，引起江油市不少家长的批评和不满。

### 生源流失问题
江油实验学校被指责办学不力致使生源向绵阳市各初中流失。但同时亦有不少人对绵阳市境内初中争抢生源的行为表示批评。

### 食堂卫生安全及腐败问题
2017年5月，江油市人民检察院对江油实验学校食堂管理员张林以涉嫌贪污罪立案侦查，并采取强制措施。